# Тайфунник Пайкрофта
Тайфунник Пайкрофта (лат. Pterodroma pycrofti) — вид морских птиц семейства буревестниковых (Procellariidae).

## Таксономия
Тайфунник Пайкрофта считается близким родственником тайфунника Штейнегера. Вид был назван в честь Артура Пайкрофта, натуралиста из Новой Зеландии, который сделал первое научное открытие этого вида. Вид был описан новозеландским учёным Робертом Фаллой.

## Описание
Тайфунник Пайкрофта — небольшая птица, длиной 26 см и массой от 112 до 198 г. Оперение серо-белое; верхняя часть тела серая (с более темным рисунком в виде буквы М на спине), нижняя часть тела и лоб белые. У него есть слабая серая полоса поперёк груди и темно-серое пятно вокруг глаза.

## Голос
Описано семь различных звуков, два из которых произносятся в полете, а пять — с земли, при этом около 70% звуков, которые издаются в полете, — это звук «ti-ti-ti...» или «zip-zip-zip...», который более мягкий, чем аналогичная вокализация тайфунника Кука (P. cookii).

## Распространение и размножение

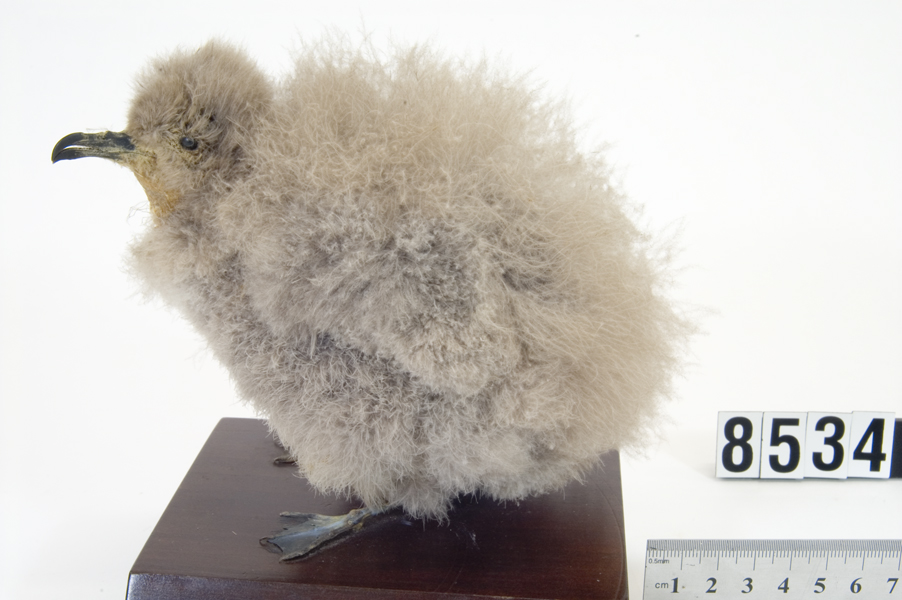
Чучело птенца

Среда гнездования тайфунника Пайкрофта — умеренные леса на прибрежных островах.
Этот вид гнездится только в Новой Зеландии, на 11 островах у берегов Северного острова. Гнездовые колонии находятся на островах Стефенсона, Пур-Найтс, Хен-энд-Чикенс, острове Кювье и Меркьюри. Раньше он также гнездился на островах Норфолк и Лорд-Хау, но там они вымерли.
Сезон размножения начинается в октябре, когда птицы возвращаются в свою колонию; кладка синхронизирована и происходит в период с 21 ноября по 10 декабря. Этот вид откладывает одно яйцо в нору. Гнездовые норы имеют длину от 30 до 130 см, а гнездовая камера выстилается листьями. Оба родителя высиживают яйцо, причём первую смену берет на себя самец. Первая инкубационная смена длится 10–14 дней. Птенцы вылупляются через 45 дней после кладки. Птенцы покидают гнездо примерно через 80 дней после вылупленния и последнюю неделю в гнезде их не кормят.

## Питание
О рационе вида известно не так много, но известно, что он питается кальмарами и ракообразными. Предполагается, что вне сезона размножения этот вид кормится в центральной части Тихого океана и был зарегистрирован у берегов Японии, США, Внешних малых островов США, а также островов Уоллис и Футуна.

## Угрозы и охранный статус
Иногда туатары поедают птенцов и яйца. Вид занесён в Красную книгу МСОП как уязвимый из-за интродуцированных крыс, которые охотятся на яйца и птенцов. Усилия по удалению крыс и других интродуцированных хищников из гнездовых колоний вида привели к восстановлению и росту его численности.